# Trío para piano (Ives)
El Trío para violín, violonchelo y piano es una obra del compositor estadounidense Charles Ives.
Según su esposa, los tres movimientos del trío para piano son un reflejo de los días en el college de la Universidad de Yale.
Ives comenzó a escribir la obra en 1904 (seis años después de su graduación), trabajó sobre ella principalmente entre 1909 y 1910, y la terminó en 1911. Luego la revisó significativamente en 1914 y 1915.
El trío tiene tres movimientos:
1. Moderato
2. TSIAJ (This Scherzo Is A Joke: este scherzo es una burla). Presto
3. Moderato con moto

El primer movimiento son 27 compases repetidos tres veces, en las que el violín está en silencio la primera vez, el chelo la segunda, y los tres instrumentos tocan juntos en la tercera. Interesantemente, los dúos separados parecen lo suficientemente completos en sí, si bien todos juntos suenan sorprendentemente y poco característicamente consonantes.
El segundo movimiento, TSIAJ (This scherzo Is A Joke: este scherzo es un chiste), emplea politonalidad, contraste timbríco y citas para un logrado efecto humorístico. 
Fragmentos de canciones folclóricas estadounidenses son entrelazadas a lo largo del movimiento, si bien con frecuencias alteradas de manera grotesca con respecto al ritmo, altura y connotación armónica.
Las canciones folclóricas que aparecen en el scherzo son (entre muchas otras):
- My Old Kentucky Home,
- Sailor's Hornpipe,
- The Campbells are Coming,
- Long, Long Ago,
- Hold the Fort y
- There is a Fountain Filled with Blood.

Recogidas de sus días de universitario en la Yale, Ives también cita varias canciones de las fraternidades, entre ellas la melodía de Delta Kappa Epsilon A band of brothers in DKE, que aparece prominentemente casi al inicio del movimiento.
Es notable que en uno de los esbozos del movimiento haya incluido el subtítulo Medley on the Campus Fence, refiriéndose a las canciones populares entre los estudiantes de Yale en sus años de college. Y sobre todo el mismo compositor ha considerado el movimiento completo como una «broma», lo que caracteriza muy bien el único y novedoso mundo musical que sólo Ives había descubierto.
El lirismo del movimiento final del trío para piano contraste poderosamente con el montaje variado de melodías en TSIAJ. Melodías líricas y dramáticas alternan con secciones asincopadas más ligeras después de la introducción y el recitativo del violín. No obstante, Ives continúa con sus hábitos de apropiarse y citar músicas que originalmente había escrito para el Yale Glee Club (considérese que fueron rechazadas) en el lírico canon para violín y chelo en los compases 91-125.
La coda cita Rock of Ages (de Thomas Hastings) en el chelo, finalizando el movimiento con el característico enraizamiento de Ives en la música folclórica de Estados Unidos y la música popular.